# Souchez Glacier
Souchez Glacier är en glaciär i Antarktis. Den ligger i den centrala delen av kontinenten. Nya Zeeland gör anspråk på området. Souchez Glacier ligger 1 621 meter över havet.
Terrängen runt Souchez Glacier är varierad. Trakten är obefolkad. Det finns inga samhällen i närheten.